# Накатомбецу
Накатомбецу (яп. 中頓別町 Накатомбэцу-тё:) — посёлок в Японии, находящийся в уезде Эсаси округа Соя губернаторства Хоккайдо. Площадь посёлка составляет 398,55 км², население — 1890 человек (30 июня 2014), плотность населения — 4,74 чел./км².

## Географическое положение
Посёлок расположен на острове Хоккайдо в губернаторстве Хоккайдо. С ним граничат посёлки Эсаси, Хаматомбецу, Хоронобе, Накагава и село Отоинеппу.

## Население
Население посёлка составляет 1890 человек (30 июня 2014), а плотность — 4,74 чел./км². Изменение численности населения с 1980 по 2005 годы:
| 1980 | 4203 чел. |  |
| 1985 | 3610 чел. |  |
| 1990 | 3056 чел. |  |
| 1995 | 2754 чел. |  |
| 2000 | 2518 чел. |  |
| 2005 | 2289 чел. |  |

## Символика
Деревом посёлка считается Picea glehnii, цветком — Prunus nipponica.